# 古谷盛人
古谷 盛人（ふるたに もりと、1962年10月26日 - ）は、和歌山県出身の元プロ野球選手（内野手）。古谷施術院（名古屋）院長。

## 来歴・人物
熊野高では、捕手として1980年春季近畿大会で、1回戦で天理高に勝ち準決勝に進むが、東洋大姫路高に惜敗。同年夏の甲子園県予選は準決勝で箕島高に延長15回サヨナラ負けを喫する。
同年のプロ野球ドラフト会議で中日ドラゴンズから3位指名を受け入団。5年目の1985年から内野手に転向し、同年に一軍デビューする。1987年限りで現役引退。
引退後は球団職員を経て、医療専門学校を卒業し、1993年に愛知県名古屋市昭和区にて古谷施術院（名古屋）を開業。野球教室「古谷野球塾」や、マンツーマンアスリートコーチングで野球指導にも携わる。
2014年、社会人野球・クラブチームの全三重クラブのコーチを務めた。
2016年2月2日に学生野球資格を回復。

## 詳細情報

### 年度別打撃成績
| 年 度     | 球 団     | 試 合 | 打 席 | 打 数 | 得 点 | 安 打 | 二 塁 打 | 三 塁 打 | 本 塁 打 | 塁 打 | 打 点 | 盗 塁 | 盗 塁 死 | 犠 打 | 犠 飛 | 四 球 | 敬 遠 | 死 球 | 三 振 | 併 殺 打 | 打 率 | 出 塁 率 | 長 打 率 | O P S |
| --------- | --------- | ----- | ----- | ----- | ----- | ----- | -------- | -------- | -------- | ----- | ----- | ----- | -------- | ----- | ----- | ----- | ----- | ----- | ----- | -------- | ----- | -------- | -------- | ----- |
| 1985      | 中日      | 8     | 7     | 7     | 0     | 2     | 1        | 0        | 0        | 3     | 2     | 0     | 0        | 0     | 0     | 0     | 0     | 0     | 3     | 0        | .286  | .286     | .429     | .714  |
| 1986      | 中日      | 1     | 1     | 1     | 0     | 0     | 0        | 0        | 0        | 0     | 0     | 0     | 0        | 0     | 0     | 0     | 0     | 0     | 1     | 0        | .000  | .000     | .000     | .000  |
| 通算：2年 | 通算：2年 | 9     | 8     | 8     | 0     | 2     | 1        | 0        | 0        | 3     | 2     | 0     | 0        | 0     | 0     | 0     | 0     | 0     | 4     | 0        | .250  | .250     | .375     | .625  |

### 記録
- 初出場：1985年8月20日 対読売ジャイアンツ16回戦（後楽園球場）9回表に大河原栄の代走
- 初打席：1985年8月21日 対読売ジャイアンツ17回戦（後楽園球場）8回表に上川誠二の代打、江川卓に三振
- 初安打：1985年8月23日 対大洋ホエールズ17回戦（横浜スタジアム）藤波行雄の代打、久保文雄から
- 初打点：1985年9月30日 対広島東洋カープ21回戦（広島市民球場）5回表に桑田茂の代打で金石昭人から2点適時二塁打

### 背番号
- 55 （1981年 - 1987年）